# Balthasar Hubmaier
Balthasar Hubmaier (egyéb átírásokban Hübmaier Baltazár, Hubmeyer Balthazár; 1485 – 1528) egyetemi tanár, anabaptista vezető.

## Élete
1480–1481 körül, más források szerint 1485 körül született paraszti családban a bajor Friedbergben. Kezdetben az augsburgi latin iskolába járt, 1503-tól pedig a freiburgi egyetem hallgatója lett. Anyagi források híján egy ideig Schaffhausenben tanított, majd 1507-ben visszatért az egyetemre, és 1511-ben megszerezte a baccalaureus biblicus címet. Nemsokára az ingolstadti teológia professzora lett, és 1512-ben megkapta a teológia doktora címet is.
1515-ben az egyetem rektorhelyettese lett. 1516-ban a regensburgi székesegyház igehirdetőjévé lett. Prédikációi nagy tömegeket vonzottak a templomba. Osztozott kortársai antiszemita nézeteiben, és sikerült kiüldöznie a városból a zsidókat, majd az elhagyott zsinagóga épületét katolikus kápolnává alakították át.
1521-ben Waldshutba ment, 1524-ben feleségül vette Elizabeth Hüglinet.
1522-ben Bázelben megismerkedett Heinrich Glareannal (az anabaptista Konrad Grebel tanára) és Erasmussal, 1523-ban Zürichben pedig Zwinglivel. Az új tanok nagy hatást tettek rá, elkötelezte magát a csecsemőkeresztség elhagyására is. Waldshutban próbálta előmozdítani a reformációt, de konfliktusba került az óvallásúakkal. Kénytelen volt elhagyni a várost, és Schaffhausenben keresett menedéket. Beszélték róla, hogy a cseh eretnekség, azaz a cseh-morva testvérek nézeteinek hatása alá került.
Andreas Karlstadt és Müntzer írásai befolyással voltak rá, és Wilhelm Reublin őt is megkeresztelte 1525 áprilisában. Ugyanezen év húsvétkor Hubmaier maga is megkeresztelt mintegy háromszáz férfit. Amikor 1525-ben – a parasztháború végén–, a Habsburg csapatok elfoglalták a területet, és rekatolizálták a népet, elmenekült és Zürich környékén telepedett le, de a város Zwingli befolyása alatt állt. Letartóztatták, és kénytelen volt visszavonni anabaptista nézeteit, miután a halálbüntetés fenyegette.
Nemsokára megbánta gyávaságát, és 1526 áprilisában elhagyta Zürichet, és igehirdetői munkáját Németországban, majd Morvaországban folytatta.
Nikolsburgban a prédikációi nyomán a korábbi zwingliánusokból becslések szerint mintegy hatezren keresztelkedtek meg. Időközben I. Ferdinándé lett a hatalom a régióban. 1527 júliusában feleségével együtt letartóztatták, majd Bécsbe vitték, ahol bebörtönözték. Tanai visszavonása érdekében megkínozták, majd miután ezt visszautasította, 1528. március 10-én máglyán megégették. Három nappal a kivégzése után a feleségét a Dunába fojtották.

## Főbb művei
- Tizennyolc cikk (Achtzehn Schlussreden, 1524)
- Eretnekek és azok, akik égetik őket (Von Ketzern und ihren Verbrennern, 1524)
- Friedberg-i Balthasar nyílt felhívása minden keresztény hívőnek (1525)
- A hívők keresztény keresztsége (Vom christlichen Taub der Glaubigen, 1525)
- A keresztény hit 12 cikkelye (1526)
- A kardról (Vom Schwert, 1527)
- A testvéri figyelmeztetésről (1527).

## Fordítás
- Ez a szócikk részben vagy egészben  a   Balthasar Hubmaier című angol Wikipédia-szócikk fordításán alapul.  Az eredeti cikk szerkesztőit annak laptörténete sorolja fel. Ez a jelzés csupán a megfogalmazás eredetét és a szerzői jogokat jelzi, nem szolgál a cikkben szereplő információk forrásmegjelöléseként.